# Charlotte Hagen
Charlotte Hagen (f. 18.3.1964) er dansk forfatter. Charlotte Hagen er uddannet lærer og familieterapeut, men har siden 2007, hvor hun og hendes mand flyttede til Toscana og bosatte sig i Lucca, arbejdet som forfatter og har udgivet én bog af faglig karakter og 3 romaner. Senest har Charlotte Hagen fået udgivet sin bog Drømmemilen på det engelske forlag The Book Guild Ltd. under titlen My Dream Mile.
Charlotte Hagen vendte i 2017 tilbage til Danmark og er nu bosat i Sønderborg.

## Udgivelser
- "Må jeg holde af dig", fagbog/kursusoplæg udgivet i 2014
- "Maja min", roman udgivet i 2014
- "Tosca Kvinde"  roman udgivet i 2014 som er oversat til italiensk med titlen "Donna Tosca"
- "Drømmemilen", roman udgivet i 2015 og i 2018 på engelsk med titlen "My Dream Mile".

 Der er for få eller ingen kildehenvisninger i denne artikel, hvilket er et problem. Du kan hjælpe ved at angive troværdige kilder til de påstande, som fremføres i artiklen.